# Vlada Veselinović
Vlada Veselinović  (Pirot, 1980) srpski je solista na harmonici, kompozitor, autor notne i stručne literature za harmoniku (narodna muzika sa Balkana).

## Biografija
Vlada Veselinović rođen je 19. jula 1980. godine u Pirotu. Interesovanje za harmoniku pokazuje od svoje druge godine kada je dobio svoju prvu harmoniku. Završio je osnovnu muzičku školu „Vladimir Đorđević“ u Aleksincu (odsek harmonika), nakon čega je svoj muzički put nastavio samostalno proučavajući sve stilove narodne muzike sa Balkana. Njegovo interesovanje je pre svega usmereno ka narodnoj muzici Balkana, mada uspešno interpretira i stilove svetske muzike.
Od 2011. godine objavio je nekoliko notnih zbirki u PDF formatu, a počev od 2014. godine objavljuje više štampanih knjiga i zbirki gde je notirao kako tradicionalnu narodnu balkansku muziku, tako i novokomponovanu. Najistaknutija od njegovih knjiga je "Škola narodne muzike za harmoniku" (mart 2014. godine prvo izdanje i maj 2019. godine redizajnirano izdanje) u kojoj su, po prvi put, detaljno objašnjeni svi elementi sviranja narodne muzike balkanskih stilova na harmonici. Krajem 2019. godine ova knjiga je prevedena na engleski jezik i objavljena pod naslovom "School of Balkan Folk Music for Accordion".
2016. godine objavljuje svoj prvi autorski CD “Balkan na moj način kroz zvuke harmonike” koji prati istoimena knjiga sa notnim zapisima.  Dve godine kasnije objavljuje drugi autorski CD “Nova kola” takođe sa knjigom notiranih kompozicija. 2020. godine snimio je CD sa obradama svetske muzike na harmonici. Pored komponovanja bavi se i muzičkom produkcijom, kao i pedagoškim radom.
Godine 2009. je pokrenuo internet forum za harmonikaše i ljubitelje harmonike MuzikaHarmonike.com gde je sada okupljeno veliki broj harmonikaša, majstora za harmonike i ljubitelja zvuka harmonike.
Za intenzivan rad na polju harmonike i popularizaciju ovog instrumenta 2015. godine je dobio priznanje na festivalu „Prva harmonika Vojvodine“ u Staparu. Pored toga nagrađivan je i za studijski rad. Biografija Vlade Veselinovića objavljena je u enciklopediji najboljih svetskih  harmonikaša današnjice “Accordion and world’s best contemporary accordionists” (Times Square Press. New York, 2019.) Intervjui i reportaže o njemu objavljivani su u prestižnom američkom časopisu za harmonikaše “Accordion Stars”, kao i u časopisu „Stars Illustrated“ takođe publikovanom u Americi. U knjizi “The world's best of the best and most illustrious” objavljenoj 2020. godine takođe u Americi (izdavač je Stars llustrated Magazine, Times Square Press, New York) uvršten je među najčuvenijim svetskim imenima iz različitih oblasti, ne samo muzike nego i filma, televizije, pozorišta, mode, politike i sporta. Tu je proglašen za autora godine kada je reč o stručnoj muzičkoj literaturi za harmoniku. Početkom 2021. godine Vlada Veselinović je svrstan u “Harmonikašku svetsku dvoranu slavnih” (Accordion World Hall of Fame) osnovanu u Americi 2018. godine od strane FAMSPA (Federation of American Musicians, Singers and Performing Artists Incorporated). Od 2021. godine je dopisnik iz Srbije za američki časopis "Accordion Stars" i time promoviše muzičke i harmonikaške vrednosti Srbije širom sveta.

## Štampana izdanja za harmoniku
- „Škola narodne muzike za harmoniku”, 2014. godine prvo izdanje, 2019. godine reizdanje;[14]
- „Pesma i harmonika” - notni zapisi tradicionalnih narodnih pesama u aranžmanima prilagođenim za harmoniku, 2015. godine;
- „Virtuozni foršpili za harmoniku” - notna zbirka, 2015. godine;
- „Rubato pesme” - notni zapisi tradicionalnih pesama u Rubato tempu, aranžmani za harmoniku, 2016. godine;
- „Balkan na moj način kroz zvuke harmonike” - notni zapisi autorskih kompozicija sa istoimenog CD-a, 2016. godine;
- „Vlaška kola na harmonici” - analiza izvođenja vlaškog melosa i notni zapisi vlaških kola, 2017. godine;
- „5 šumadijskih kola na harmonici” - notna zbirka, 2017. godine;
- „Foršpili za sva vremena 1” - notni zapisi foršpila popularnih narodnih pesama komponovanih u 2/4 ritmu, 2017. godine;
- „Foršpili za sva vremena 2” - notni zapisi foršpila popularnih narodnih pesama komponovanih u 2/4 ritmu, 2018. godine;
- „Nova kola za harmoniku” - notni zapisi autorskih kompozicija sa istoimenog CD-a, 2018. godine;
- „Najlepša violinska kola” - notni zapisi violinskih šumadijskih kola u aranžmanima za harmoniku, 2018. godine;
- „Pesma i harmonika 2” - notni zapisi tradicionalnih narodnih pesama u aranžmanima prilagođenim za harmoniku, 2019. godine;
- „School of Balkan Folk Music for Accordion”, 2019. godine;
- „Igre i pesme iz Pirota i okoline” - notni zapisi za harmoniku, 2020. godine;[15]
- „Sa harmonikom oko sveta / With accordion around the world” - notni zapisi svetskih kompozicija za harmoniku, 2020. godine;
- „Škola narodne muzike za harmoniku 2” - akordi i harmonije, vežbe, improvizacije, notni zapisi, 2021. godine;
- "Pesma i harmonika 3" - notni zapisi narodnih pesama u aranžmanima prilagođenim za harmoniku, 2021. godine;
- "Naučite note uz narodnu muziku", 2022. godine;
- "Rumunska harmonika" - notni zapisi odabranih melodija i biografije harmonikaša, 2023. godine;
- "Nadahnut harmonikom" - notni zapisi autorskih kompozicija, 2024. godine;[16]
- "Foršpili za sva vremena 3", 2024. godine;
- "Pesma i harmonika 4", 2025. godine;

## PDF izdanja za harmoniku[17]
- "Univerzalni foršpili", 2011. godine;
- "Harmonika Balkana", 2012. godine;
- "Popularna harmonika", 2012. godine;
- "Melodije sa Balkana", 2013. godine;
- "Kola iz Šumadije", 2013. godine;
- "Harmonika Balkana 1", 2020. godine;
- "Harmonika Balkana 2", 2022. godine;
- "Narodna kola na klavijaturi", 2023. godine;

## Diskografija
2016„Balkan na moj način kroz zvuke harmonike” (autorska muzika)
1. Tuga Za Jug
2. Zavodnička Igra
3. Petrovo Kolo
4. Pletenica
5. Rumunski Izvor
6. Pirotski Čoček
7. Harmonikaški Pozdrav Šumadiji
8. Šareno Oro
9. Majino Oro
10.Skandinavka Kolo
2018„Nova kola” (autorska muzika)
1. Vladino Meraklijsko Kolo
2. Kolo Standard
3. Veliko Harmonikaško Kolo
4. Hitro Kolo
5. Kolo Maestro
6. Čoček Duša Juga
7. Dukat Oro
8. Vladina Rumunčica
2020„Sa harmonikom oko sveta / With accordion around the world” (obrade svetskih kompozicija na harmonici)
1. Ole guapa (A. Malando)
2. Meglio stasera (H. Mancini, F. Marocco)
3. Indifference (T. Murena / J. Colombo)
4. Ja vsrtretil vas (Russian folk-song)
5. The godfather (N. Rota, F. Marocco)
6. Reine de musette (J. Peyronnin)
7. Lullaby of birdland (G. Shearing, F. Marocco)
8. To ne veter vetku klonit (Russian folk-song)
9. Road to Marocco (G. Lofgren, F. Marocco)
10. French toast (F. Marocco)
11. Le coucou (L. C. Daquin)
12. Espana cani - Paso doble (P. Marquina)
13. Jerry's breakdown (J. Reed)
14. Hora Martisorului (G. Dinicu)
2025„Od Šumadije do Juga” (autorska muzika)
1. Stari Šmeker
2. Kolo Dve Harmonike
3. Hoćeš-Nećeš Kolo
4. Harmonikaški Pozdrav Šumadiji
5. Zeleno Kolo
6. Dirka Žicu Zadirkuje
7. Vilinsko Oro
8. Pozdrav s Juga
9. Staroplaninska Rapsodija
10. Daljine